# Анго Костадинов
Анго Костадинов или Константинов, известен като Дядо Анго, Дядо Анчо, Дългия и Петрички, е български хайдутин и революционер, войвода на Върховния македоно-одрински комитет.

## Биография
Дядо Анго е роден в 1831 година в петричкото село Чуричени, тогава в Османската империя. Става хайдутин. Като такъв, привлечен е от Македонския комитет. При избухването на Четническата акция в 1895 година е на Пирин планина с чета от 25 души. Към 8 (20) или 9 (21) юли се съединява с придошлата от България чета на Борис Сарафов, Кочо Муструка и други и заедно стават 65 души. Участва в краткотрайното завземане на Мелник. След акцията е войвода на Върховния комитет.
Според Йордан Венедиков, към края на 1899 или началото на 1900 година чета на Дядо Анго и Дончо Златков напада и ограбва куриер на комитета в Македония, от когото задига около 200 наполеони, пари на комитета изпратени за вътрешността. Сарафов иска двамата войводи да бъдат наказани със смърт, но Венедиков не одобрява защото не иска „да се пролива кръвь“. Впоследствие Дядо Анго е наказан с „25 тояги“, а Дончо предугадя и избягва.

Участва в Горноджумайското въстание от 1902 година, както и в Илинденско-Преображенското въстание от 1903 година, когато е част от щаба на Беласишкия отряд. Началник-щаба Петър Дървингов записва в дневника си на 17 (30) август, когато отряда изкачва Пирин планина:
| „ | Дядо Анчо, колкото и стар, върви, ободряван от старите спомени. | “ |